# Sirop de betterave sucrière

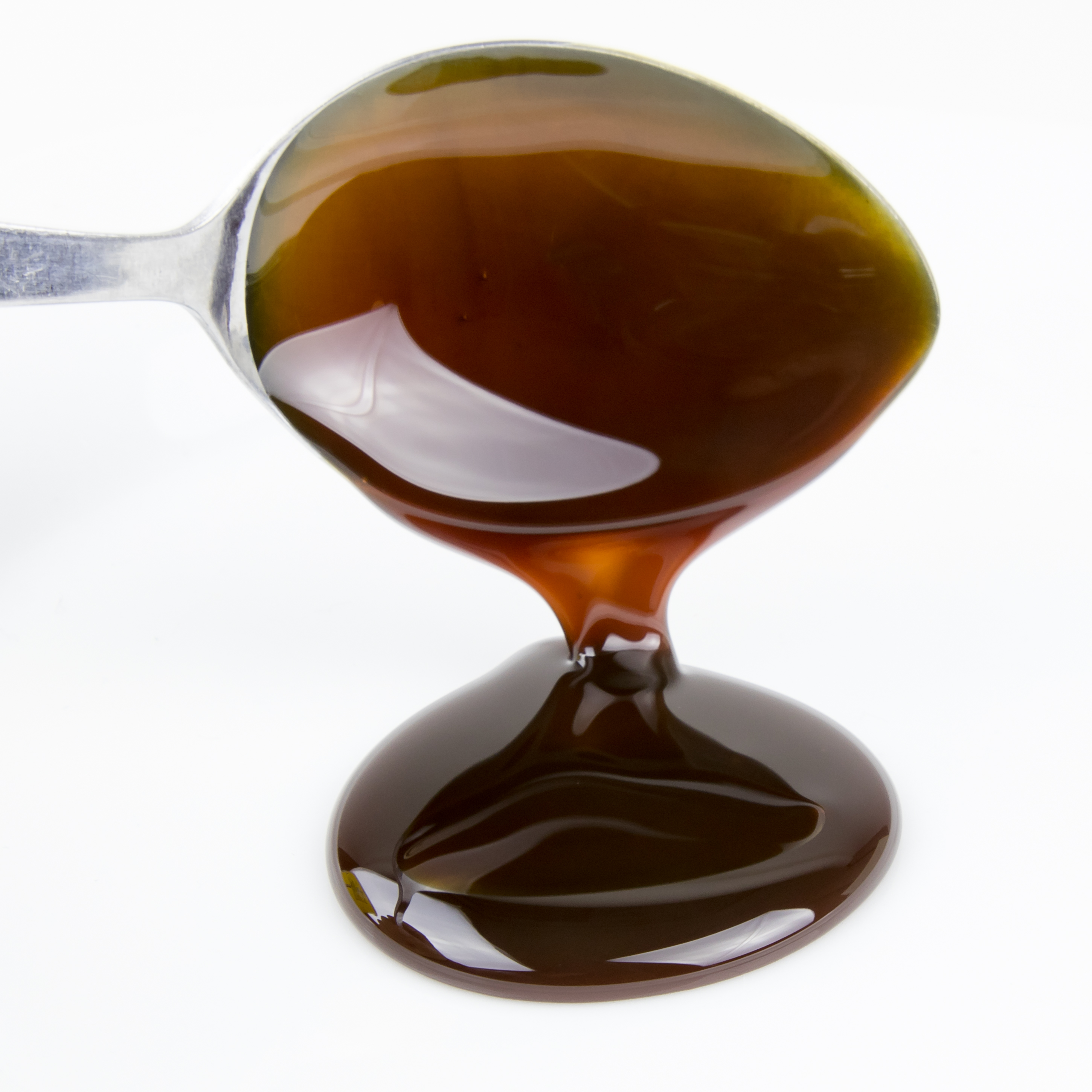
Sirop de betterave

Le sirop de betterave sucrière, couramment appelé sirop de betterave grâce à l’absence de confusion avec la betterave rouge transformée en jus de légume, est un sirop obtenu par concentration du jus pressé des lanières de betterave sucrière cuite à l’eau. Visqueux et de couleur brun foncé, il est de saveur douce et légèrement épicée.

## Terminologie
De par son origine naturelle, le sirop de betterave se distingue radicalement du golden syrup britannique qui est un dérivé artificiel d’un co-produit de sucrerie.

## Fabrication
La campagne de betteraves dure de début octobre à la mi-décembre. Pendant ce laps de temps a lieu la fabrication du sirop pour l’année.
Les premières étapes de la fabrication du sirop de betterave ressemblent à celles de la fabrication de sucre, mais au lieu d’être chaulé et carbonaté, le jus est concentré dans son intégralité. Une étape de filtration à mi-parcours assure la pureté du produit final avec 78 % de matière sèche au minimum, tartinable à 18 °C.

## Utilisation
Le sirop de betterave entre dans la composition de pâtisseries, et il est consommé directement sur des tartines. Dilué dans l’eau ou dans des laits végétaux, il donne une boisson douce et complète. Des cuisines régionales l’utilisent aussi comme ingrédient.

## Valeurs nutritionnelles
Moyennes pour 100 g, soumises à variations :
| Énergie   | 1 267 kJ (299 kcal) |
| Protides  | 2,3 g               |
| Lipides   | < 0,1 g             |
| Fer       | 13 mg               |
| Magnésium | 90 mg               |

La présence de nombreux autres minéraux et oligo-éléments est aussi à noter. De fait, le sirop de betterave contient le bouquet complet de micronutriments présents dans la racine de la betterave sauf ceux détruits à la cuisson. De ce fait, le sirop de betterave est considéré comme un aliment complet, au sens où il contient non seulement les glucides (comme le sucre de table), mais aussi les éléments servant de co-enzymes dans le métabolisme glucidique tel qu’il doit avoir lieu dans l’organisme humain pour éviter les métabolites acides inorganiques à neutraliser par des cations comme le calcium, le potassium, et le magnésium, sous peine d’acidification du corps avec son cortège de maladies d’origine métabolique comme les rhumatismes, la goutte et la cataracte.[réf. nécessaire]

## Composition chimique
Valeurs moyennes :
| Matière sèche     | 78 % minimum |
| Acides            | 0,6 %        |
| Taux de cendres   | 1,5 %        |
| pH (solution 1:2) | 4,7          |
| Densité à 20 °C   | 1,4 g/cm3    |
| Viscosité à 20 °C | 40 000 mPa s |